# Dieter Groß (Politiker)
Dieter Groß (* 24. Januar 1949 in Brandenburg an der Havel) ist ein deutscher Politiker (Die Linke) und war von 2009 bis 2014 Mitglied des Landtages Brandenburg.

## Leben
Groß wuchs in Kyritz auf und besuchte ab 1963 die Kinder- und Jugendsportschule in Brandenburg an der Havel mit Abitur 1968. Es folgte der Wehrdienst von 1968 bis 1970, den er bei der Volkspolizei-Bereitschaft in Potsdam ableistete. Bis 1971 absolvierte er ein Volontariat, bevor er an der Humboldt-Universität zu Berlin Rechtswissenschaften studierte. 1975 schloss er das Studium als Diplom-Jurist ab und arbeitete bis 1983 als Justitiar für verschiedene Betriebe in Berlin und danach als Rechtsanwalt beim Kollegium der Rechtsanwälte in Dresden.
Ab 1990 war er zunächst als Rechtsanwalt in Dresden und ab 2001 in Kyritz tätig.
Dieter Groß ist verheiratet und hat drei Kinder.

## Politik
Groß wurde 1971 Mitglied der SED. Von 1978 bis 1980 war er Vorsitzender der Betriebsgewerkschaftsleitung im VEB Importbetrieb Technik Berlin. 1989 trat er aus der SED aus. 2002 war er für die PDS Bürgermeisterkandidat in Kyritz. Seit 2003 ist er hier auch Mitglied der Stadtverordnetenversammlung und Abgeordneter im Kreistag Ostprignitz-Ruppin. 2008 wurde er Mitglied der Partei „Die Linke.“
Bei der Landtagswahl in Brandenburg am 27. September 2009 wurde Groß im Landtagswahlkreis Prignitz II/Ostprignitz-Ruppin II direkt in den Landtag gewählt. Dort war er Mitglied des Ausschusses für Wissenschaft, Forschung und Kultur, des Rechtsausschusses und des Richterwahlausschusses, sowie der Sprecher für Kultur- und Sportpolitik seiner Fraktion. Nach der Landtagswahl in Brandenburg 2014 schied er aus dem Landtag aus.